# Кавикарнапура
Кавикарнапу́ра (IAST: Kavikarṇapūra; имя при рождении — Пу́ри Да́са; 1526—?) — бенгальский кришнаитский святой и богослов, санскритский поэт и драматург. Произведения Кавикарнапуры занимают важное место в литературе бенгальского вайшнавизма.
Кавикарнапура был младшим из трёх сыновей Шивананды Сены (его братьев звали Чайтаньядаса и Рамадаса). Ещё до рождения Кавикарнапуры, Чайтанья дал ему имя «Пури Даса». Описывается, что когда Шивананда Сена привёл своего маленького сына на встречу с Чайтаньей в Пури и велел ему предложить Чайтанье дандаваты, тот, неожиданно, в великом духовном экстазе, схватил стопу Чайтнаньи и начал сосать его ноготь. Выражая своё одобрение, собравшиеся вайшнавы начали воспевать имена Кришны. Впоследствии Пури Даса получил духовное посвящение от Шринатхи Пандита, ученика Адвайты Ачарьи.
Уже в детстве Пури Даса в совершенстве выучил санскрит. Описывается, что в возрасте семи лет, он получил непосредственно от Чайтаньи мантру. Немедленно, мальчик составил поэтичный стих на санскрите. Все присутствующие вайшнавы были тронуты и удовлетворены его чтением. Понимая, что мальчик получил милость Чайтаньи, Сварупа Дамодара объявил, что поскольку его стихи дают наслаждение сердцу и наполняют уши нектаром, его имя будет «Кавикарнапура» (кави в переводе с санскрита означает «поэт», карна — «ухо», пурна — «полный»).
Свою писательскую деятельность Кавикарнапура начал в шестнадцать лет, создав «Чайтаньячарита-махакавью», которая считается шедевром духовной поэзии кришнаитского бхакти. Кавикарнапура определил расу как «самое дорогое чувство, которым наслаждается чистое сердце, абсолютно очищенное от всего мирского благодаря контакту с шуддха-саттвой (чистой духовной благостью). То, что является источником этой поражающей, изменяющейся, чарующей сладости и путём за пределы мысленной сферы, есть раса».
Кавикарнапура также является автором таких произведений, как «Чайтанья-чандродая» (1572), «Гаураганоддешадипика» (1576), «Радха-Кришна-ганнодешадипика», «Аланкара-каустубха» и «Ананда-вриндавана-чампу».
В области 64 самадхи во Вриндаване расположен пушпа-самадхи Кавикарнапуры.